# Sandro Uvodić
Sandro Uvodić (* 13. Juli 1981 in Split) ist ein kroatischer ehemaliger Handballspieler.
Der in Split geborene Sandro Uvodić konnte 2001 mit dem RK Split im EHF Challenge Cup erstmals internationale Erfahrung sammeln. Erst mit seinem Wechsel zum RK Zagreb konnte der Torwart erneut international auftreten. Mit den Kroaten nahm er zweimal an der EHF Champions League und einmal am EHF Cup Winners Cup teil. Der größte internationale Erfolg mit den Hauptstädtern war das Erreichen des Halbfinales im Cup Winners Cup 2006/07. Mit dem RK Bosna Sarajevo, zu welchem er 2009 kam, nahm er zwei weitere Male an der Champions League teil. Mit den Bosniern kam er 2010/11 sogar unter die letzten sechzehn Teams, scheiterte dort jedoch im K.-o.-Modus an Medwedi Tschechow.
Nach der Saison 2011/12 in Katar beim al-Rayyan SC wechselte er nach Österreich zur SG Handball West Wien, welche an der Handball Liga Austria teilnimmt. 2015 verlängerte der Kroate seinen Vertrag in Wien um ein Jahr. Nach der Saison 2019/20 übernahm er die Position des Torwarttrainers im Verein. Nach der Saison 2020/21 beendete er seine Karriere, steht aber weiterhin als Back-up zur Verfügung. In der Saison 2023/24 läuft Uvodić für Handball West Wien in der HLA Challenge auf.

## Erfolge
- RK Zagreb
  - Kroatischer Meister
  - Kroatischer Pokalsieger
- RK Bosna Sarajevo
  - Bosnischer Meister
  - Bosnischer Pokalsieger
- al-Rayyan SC
  - Meister in Katar
  - Princ-Cup Pokalsieger
- Handball West Wien
  - 1× Österreichischer Pokalsieger 2023/24